# Stephen Yang
Stephen Yang (en chino tradicional, 楊振華; en chino simplificado, 杨振华; pinyin, Yáng Zhènhuá; Wade-Giles, Yang Chên-hua; 4 de enero de 1911 – 19 de abril de 2007), también conocido como Stephen C. H. Yang, fue un cirujano, educador médico, y activista por la paz sichuanés.

## Biografía
Nació en 1911 en Chongqing (Sichuan), Stephen Yang fue un cuáquero (Sociedad Religiosa de los Amigos) de segunda generación. En 1922, vivió en la Escuela secundaria de los Amigos en el campus de la Universidad de la Unión de China Occidental de Chengdu (Sichuan), cofundada por bautistas estadounidenses, cuáqueros británicos, y metodistas canadienses y estadounidenses. Yang se graduó de dicha universidad en 1938 con el título de médico y luego enseñó en su Facultad de Medicina mientras continuaba su formación médica.

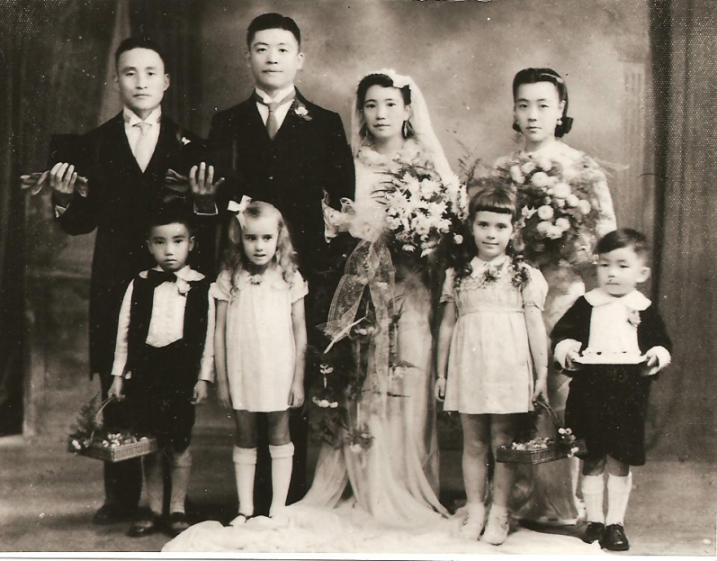
Boda de Stephen Yang y Ruth Dsang

En 1942 se casó con Ruth Dsang, hija de Lincoln L. G. Dsang, segundo rector de la Universidad de la Unión de China Occidental. La boda tuvo lugar en Chengdu. Dsang se convirtió al cuaquerismo del metodismo tras su matrimonio. A finales de los años 1940, con motivos de formación de médico interno residente, Yang y Dsang viajaron juntos a Washington D. C. y a Filadelfia, donde pasaron varios días en el Centro Cuáquero de Pendle Hill para el Estudio y la Contemplación con Anna y Howard Brinton, quienes los habían visitado en China en 1944. También recorrieron hospitales en Estados Unidos y Canadá.
En la década de 1980, después de ser «rehabilitado» tras su encarcelamiento (1970–1971) durante la Revolución Cultural, Yang participó en Médicos Internacionales para la Prevención de la Guerra Nuclear y el gobierno le permitió viajar a reuniones internacionales. En sus últimos años, fue un respetado profesor jubilado de la Universidad de Medicina y mentor de profesores de inglés enviados por los cuáqueros británicos para enseñar en la Universidad Médica de China Occidental.

## Lecturas complementarias
- Wood, Patrick (2000). Time Will Make Things Clear: The Story of Stephen Yang, Chinese Quaker (en inglés). Reading: Sowle Press. ISBN 0952781557.

- Datos: Q117467073
- Multimedia: Stephen Yang / Q117467073